# Адольф Фридрих Мекленбург-Шверинский
Адольф Фридрих Альбрехт Генрих, герцог Мекленбург-Шверинский (10 октября 1873, Шверин — 5 августа 1969, Ойтинский замок) — сын Фридриха Франца II, великого герцога Мекленбург-Шверинского (1823—1883) и его третьей супруги, принцессы Марии Каролины Шварцбург-Рудольштадтской. Представитель онемеченной бодричанской династии Никлотовичей. Первый президент национального Олимпийского комитета Германии (1949—1951).

## Биография
В 1894 году Адольф Фридрих совершил путешествие на Дальний Восток, в 1902 году посетил Цейлон и Германскую Восточную Африку. В 1904 году снова побывал в Восточной Африке. В 1907—1908 годах участвовал в научной экспедиции в Центральную Африку. В 1908 году получил медаль Географического общества в Лейпциге.
В 1910—1911 годах Адольф Фридрих участвовал в экспедиции по озеру Чад и северным рекам Бассейна Конго. Часть маршрута пролегла через первобытный лес, в котором, по расхожему выражению тех лет, «доселе не ступала нога белого человека». Отдельные экспедиционные отряды достигли Бахр-эль-Газаля в верховьях Нила, – главный же отряд обследовал Камерун и ряд островов Гвинейского залива. По результатам экспедиции Адольф Фридрих написал двухтомный труд «От Конго до Нигера и Нила», сохранивший научную ценность до сих пор.
В 1912—1914 годах Адольф Фридрих был последним губернатором колонии Того в Германской Западной Африке. В начале мая 1914 года Адольф Фридрих выехал из Того в длительный отпуск. 16 мая он прибыл в Гамбург. Первая мировая война быстро докатилась до «Тоголанда». Германские гарнизоны, в отсутствие губернатора, вскоре капитулировали. 27 августа 1914 года закончился срок губернаторских полномочий Адольфа Фридриха. 30 августа 1914 года Франция и Великобритания подписали временную конвенцию о разделе Того.
В последующих кампаниях Первой мировой войны с 1915 года Адольф Фридрих служил в австро-венгерской армии, а в 1916 года – в армии Османской империи, где у власти были младотурки. Адольф Фридрих присутствовал при подписании болгаро-турецкого договора.
Весной 1916 года Адольф Фридрих был поставлен во главе Германо-персидской военной миссии, которая предназначалась для подкрепления турецких контингентов на Иранском ТВД. В начале апреля 1916 года герцог прибыл в Мосул.
5 ноября 1918 года остзейское дворянство, на съезде в Риге, избрало его главой вновь учреждённого Балтийского герцогства (Vereinigte Baltische Herzogtum).
После Первой мировой войны Адольф Фридрих занял пост вице-президента Германского колониального общества в Юго-Восточной Африке при своем брате Иоганне Альберте, президенте общества в 1895—1920 гг.
Адольф Фридрих был членом Международного олимпийского комитета в 1926—1956 гг. и первым президентом олимпийского комитета Германии в 1949—1951 гг.
В 1960 году Адольф Фридрих принял участие в официальном праздновании независимости Того.

## Семья
Адольф Фридрих был женат дважды. Его первой супругой 24 апреля 1917 года стала принцесса Виктория Феодора Рейсс-Шлейц (Рейсс младшей линии), умершая после рождения единственной дочери, герцогини Воиславы-Феодоры (Woizlawa-Feodora) 18 декабря 1918 года. Позже Адольф Фридрих женился во второй раз, на вдове своего единокровного брата герцога Иоганна Альберта, принцессе Елизавете Штольберг-Россла 15 октября 1924 года. После Второй мировой войны поселился в Ойтинском замке, в Голштинии.

## Библиография

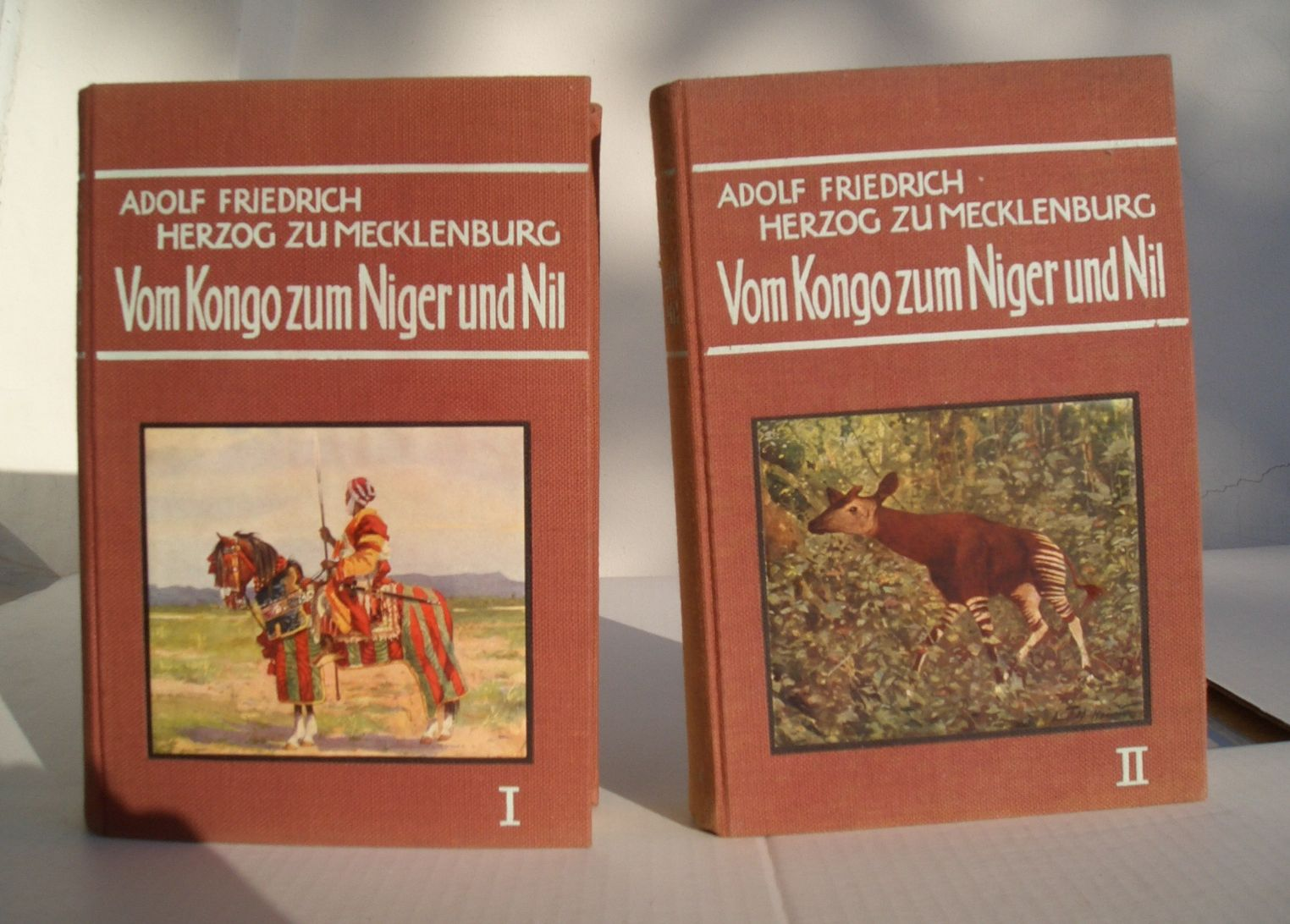
Первое издание «От Конго до Нигера и Нила» с иллюстрациями Эрнста Гаймса (1912).